# Английские сюиты
Английские сюиты, BWV 806—811 ― набор из шести сюит Иоганна Себастьяна Баха. Был написан композитором для клавесина (или клавикорда) между 1713 и 1714 годами. Является самым первым набором сюит Баха для клавира (не считая небольших ранних композиций). Название «английские сюиты» не совсем верно, так как они были созданы на основе произведений французского композитора Шарля Дьепара.

## Структура
- Сюита № 1 ля мажор, BWV 806

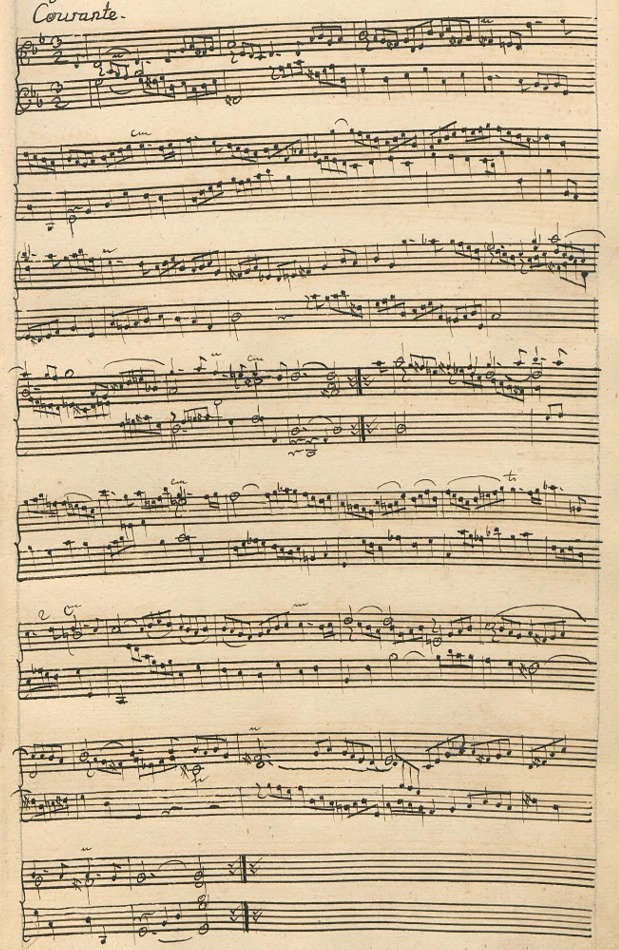
Куранта из сюиты № 3

  - Прелюдия, аллеманда, куранта I, куранта II, вариации I, вариации II, сарабанда, бурре I, бурре II, жига
- Сюита № 2 ля минор, BWV 807
  - Прелюдия, аллеманда, куранта, сарабанда, бурре I, бурре II, жига
- Сюита № 3 соль минор, BWV 808
  - Прелюдия, аллеманда, куранта, сарабанда, гавот I, гавот II, жига
- Сюита № 4 фа мажор, BWV 809
  - Прелюдия, аллеманда, куранта, сарабанда, менуэт I, менуэт II, жига
- Сюита № 5 ми минор, BWV 810
  - Прелюдия, аллеманда, куранта, сарабанда, паспье I, паспье II, жига
- Сюита № 6 ре минор, BWV 811
  - Прелюдия, аллеманда, куранта, сарабанда, вариации, гавот I, гавот II, жига